# Asztrometria
Az asztrometria a csillagászat egyik ága, mely az égitestek égbolton vett helyzetének és mozgásának meghatározásával, mérésével foglalkozik. Ez a csillagászat legősibb ága, csillagkatalógusokat (a csillagok nevét és pozíciójukat feltüntető listákat) már az ókorban is készítettek.
Az asztrometriai mérésekhez megfelelő koordináta-rendszer definiálására van szükség. Az egyes égitestek pozícióját a választott koordináta-rendszerben adják meg.
A modern asztrometria a Föld körül keringő űreszközöket (pl. Hipparcos) használja fel a nagyobb pontosság eléréséhez, mivel ebben a mérési konstellációban a Föld légkörének hatása nem jelentkezik.